# Виндом (Минесота)
Виндом (енгл. Windom) град је у америчкој савезној држави Минесота.

## Демографија
По попису из 2010. године број становника је 4.646, што је 156 (3,5%) становника више него 2000. године.
| Група             | 2000.         | 2010.         |
| Белци             | 4.333 (96,5%) | 4.093 (88,1%) |
| Афроамериканци    | 11 (0,2%)     | 64 (1,4%)     |
| Азијати           | 32 (0,7%)     | 55 (1,2%)     |
| Хиспаноамериканци | 71 (1,6%)     | 373 (8,0%)    |
| Укупно            | 4.490         | 4.646         |